# Polydora latispinosa
Polydora latispinosa är en ringmaskart som beskrevs av Blake och Kudenov 1978. Polydora latispinosa ingår i släktet Polydora och familjen Spionidae. Inga underarter finns listade i Catalogue of Life.